# Полиевкт (Пясковский)
Епископ Полиевкт (в миру Пётр Тимофеевич Пясковский или Песковский; 1817, Могилёвская губерния — 7 (20) апреля 1906, Москва) — епископ Русской православной церкви, епископ Рязанский и Зарайский.

## Биография
Родился в 1817 году в семье священника Могилёвской губернии.
В 1843 году окончил Могилёвскую духовную семинарию. Упоминается одно его курсовое сочинение на тему «Св. Дионисий, архимандрит Троицко-Сергиева монастыря».
5 марта 1844 года рукоположён в сан иерея.
По случаю своего вдовства поступил в Могилёвский архиерейский дом и 21 декабря 1847 года был пострижен в монашество с именем Петр.
В 1849 году поступил в Санкт-Петербургскую духовную академию, которую окончил в 1853 году как старший кандидат богословия (наиболее успешные выпускники тогда становились магистрами богословия) с правом на получение магистра лишь по выслуге в училищном ведомстве двух лет.
29 октября 1853 года определён смотрителем Великолукского духовного училища.
5 января 1854 года — настоятель Великолукского Троицкого монастыря. 15 января 1855 года за благоустройство обители награждён набедренником.
10 ноября 1855 года определён членом Великолукского духовного правления и цензором проповедей местного духовенства.
22 мая 1856 года назначен членом временного строительного комитета при Великолукском духовном училище.
22 мая 1856 года утверждён в степени магистра богословия.
28 мая 1858 года награждён бронзовым наперсным крестом в память войны 1853—1856 годов.
11 августа 1858 года был возведён в сан игумена.
15 января 1860 года возведён в сан архимандрита и назначен настоятелем Спасо-Елеазаровского монастыря.
4 мая 1862 года назначен благочинным монастырей Псковской епархии и цензором проповедей псковского духовенства.
В 1862 году переведён инспектором в Вологодскую духовную семинарию.
14 февраля 1863 года утверждён настоятелем Спасо-Каменного монастыря.
31 марта 1864 года назначен ректором и профессором богословских наук Вологодской духовной семинарии и настоятелем Спасо-Прилуцкого монастыря. В течение недолгого времени был редактором «Прибавлений» к «Губернским епархиальным ведомостям».
С 30 сентября 1866 года исполнял послушание благочинного монастырей Вологодского уезда.
13 марта 1867 года указом Святейшего синода уволен от должности ректора Вологодской духовной семинарии и назначен настоятелем Витебского Маркова монастыря и сверхштатным членом Полоцкой духовной консистории.
16 января 1873 года назначен настоятелем Белёвского Спасо-Преображенского монастыря Тульской епархии, а 23 июня того же года — благочинным монастырей Тульской епархии.
9 декабря 1874 года назначен настоятелем Мстиславского монастыря.
2 марта 1877 года указом Святейшего синода назначен настоятелем вновь открытого Белецкого Богородицкого монастыря.
1 июня 1881 года назначен настоятелем Трегуляевского Предтечева монастыря Тамбовской епархии, а 16 сентября того же года определён благочинным монастырей Тамбовской епархии.
4 апреля 1886 года Святейший синод перевёл архимандрита Полиевкта, согласно его прошению, настоятелем Лебедянского Троицкого монастыря Тамбовской епархии. 17 декабря 1888 года указом Святейшего синода по болезни уволен на покой и от должности настоятеля с оставлением на жительство в той же обители.
16 мая 1894 года указом Святейшего синода назначен настоятелем Астраханского Покровского Болдинского монастыря.
27 мая 1895 года определён быть епископом Михайловским, викарием Рязанской епархии. 11 июня 1895 года в Свято-Троицком соборе Александро-Невской лавры состоялась его епископская хиротония. Получил в управление Рязанский Спасский монастырь.
В мае 1896 года назначен управляющим Рязанским Троицким монастырём.
22 ноября 1896 года указом Святейшего синода на епископа Полиевкта было возложено управление Рязанской епархией до прибытия 18 февраля 1897 из Якутской епархии епископа Рязанского и Зарайского Мелетия (Якимова).
24 августа 1899 года епископу Михайловскому Полиевкту «поручено управление Рязанской епархией в течение сентября и половины октября того же года за выбытием Преосвященного Мелетия в Ялту для лечения».
22 января 1900 года назначен епископом Рязанским и Зарайским.
В день 26 мая 1901 года совершил поездку в Ольгов монастырь на освящение возобновлённого и древнего Успенского храма. В сентябре того же года Полиевкт освятил женскую Александро-Невскую богадельню при селе Щурове Ряжского уезда.
В августе 1902 года в Рязани очень торжественно отмечался 200-летний юбилей Успенского кафедрального собора. Торжества начались 13 августа заупокойным всенощным бдением, на котором возносились моления всем потрудившимся в создании и благоукрашении величественного собора. В торжествах принял участие начальник губернии шталмейстер двора Его Величества Николай Брянчанинов.
7 ноября 1902 года уволен на покой «по расстроенному здоровью» с местожительством в Николо-Радовицком монастыре.
5 февраля 1903 года перемещён в московский Новоспасский монастырь, куда прибыл 27 февраля. Являлся на тот момент старейшим иерархом Русской церкви.
Скончался 7 апреля 1906 года в московском Новоспасском монастыре. Заупокойную Божественную литургию совершил Нестор (Метаниев), член Московской синодальной конторы. 9 апреля состоялось его соборное отпевание, которое совершили митрополит Московский и Коломенский Владимир (Богоявленский), епископ Дмитровский Трифон (Туркестанов), епископ Иоанн (Кратиров).